# هايدن فراي
هايدن فراي (بالإنجليزية: Hayden Fry)‏ هو ضابط أمريكي، ولد في 28 فبراير 1929 في إيستلاند في الولايات المتحدة.

## وصلات خارجية
- هايدن فراي على موقع قاعة آيوا للمشاهير الرياضية (الإنجليزية)
- هايدن فراي على موقع إن إن دي بي (الإنجليزية)